# Karpacz
Karpacz (do 1945 r. niem. Krummhübel) – miasto w województwie dolnośląskim, w powiecie karkonoskim. Położone w Sudetach Zachodnich, w dolinie rzeki Łomnicy. Prawa miejskie posiada od 1 stycznia 1960 r.
Historycznie leży na Dolnym Śląsku. W latach 1945–1954 siedziba wiejskiej gminy Karpacz. W latach 1975–1998 miasto administracyjnie należało do województwa jeleniogórskiego.
Według danych GUS z 31 grudnia 2023 r. miasto liczyło 4208 mieszkańców.

## Położenie

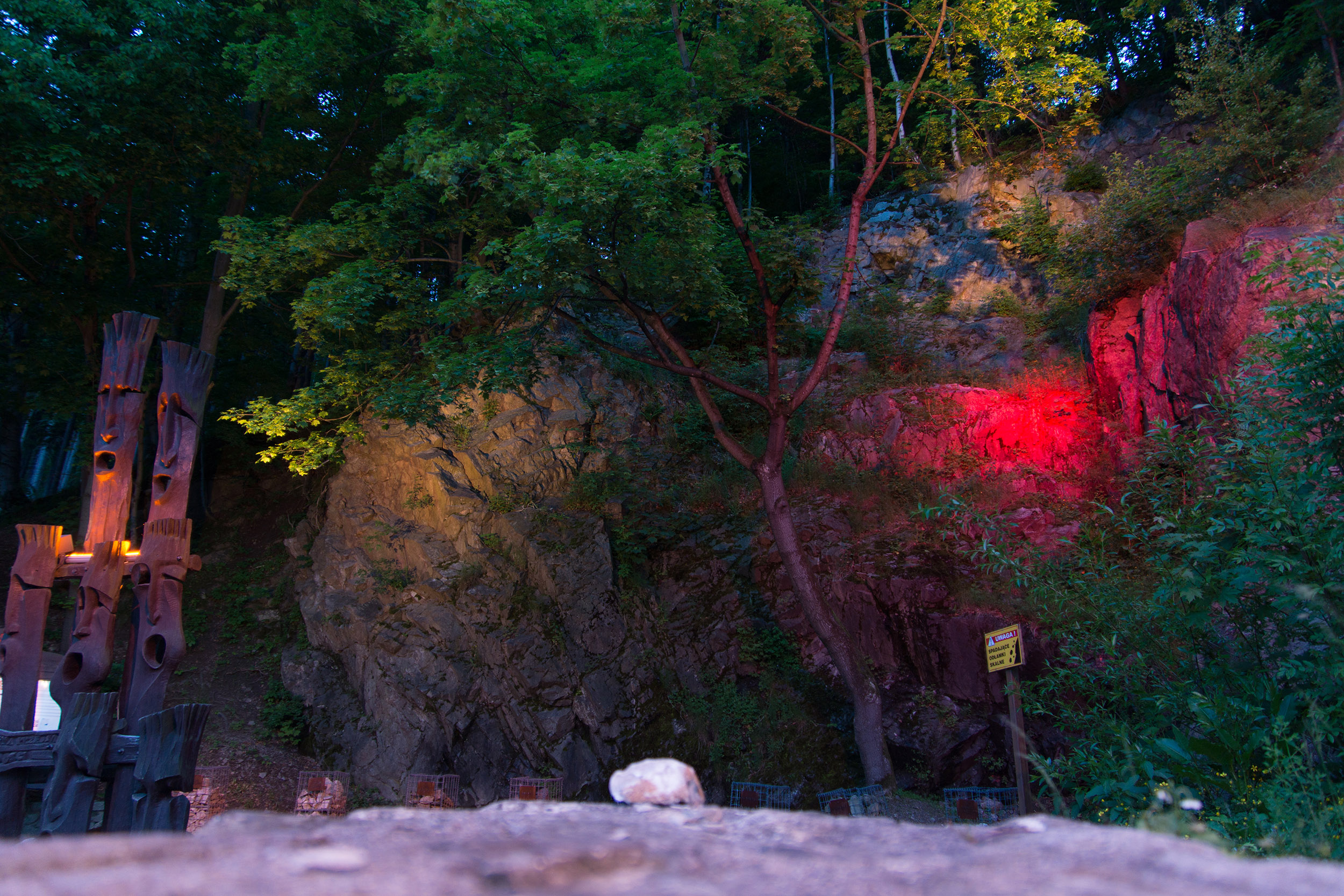
Odsłonięcie hornfelsów przy ulicy Obrońców Pokoju – jedna z atrakcji naturalnych miasta

Według danych z roku 2007 Karpacz ma obszar 37,99 km² (118. lokata w kraju), w tym: użytki rolne 11%, użytki leśne 63%.
Według danych z 1 stycznia 2023 r. powierzchnia miasta wynosi 37,99 km² (124. miejsce w kraju). Miasto stanowi 6,04% powierzchni powiatu.
Sąsiednie gminy: Kowary, Podgórzyn. Na południu gmina sąsiaduje z Czechami.
Miasto jest położone w Karkonoszach, u stóp Śnieżki (1602 m n.p.m.), której polska część znajduje się w granicach miasta, w dolinie rzeki Łomnicy oraz potoków, będących jej dopływami.

### Części miasta i osiedla
Urzędowo wyróżnia się następujące części miasta:
- Karpacz Górny, do końca 2017 r. urzędowo Bierutowice
- Budniki
- Płóczki
- Wilcza Poręba
- Wodna

Osiedla, niewyróżniane urzędowo:
- Skalne Osiedle[7]
- Brzezie Karkonoskie (rejon ulic Przemysłowej i Bocznej w Karpaczu)[7], oficjalnie jednak w całości stanowią część wsi Miłków[6].

## Demografia
Dane z 31 grudnia 2007:
| Opis                              | Ogółem | Ogółem | Kobiety | Kobiety | Mężczyźni | Mężczyźni |
| --------------------------------- | ------ | ------ | ------- | ------- | --------- | --------- |
| Jednostka                         | osób   | %      | osób    | %       | osób      | %         |
| Populacja                         | 4 997  | 100    | 2702    | 54,07   | 2295      | 45,93     |
| Gęstość zaludnienia [mieszk./km²] | 131,5  | 131,5  | 71,1    | 71,1    | 60,4      | 60,4      |

Piramida wieku mieszkańców Karpacza w 2014 roku.

## Historia

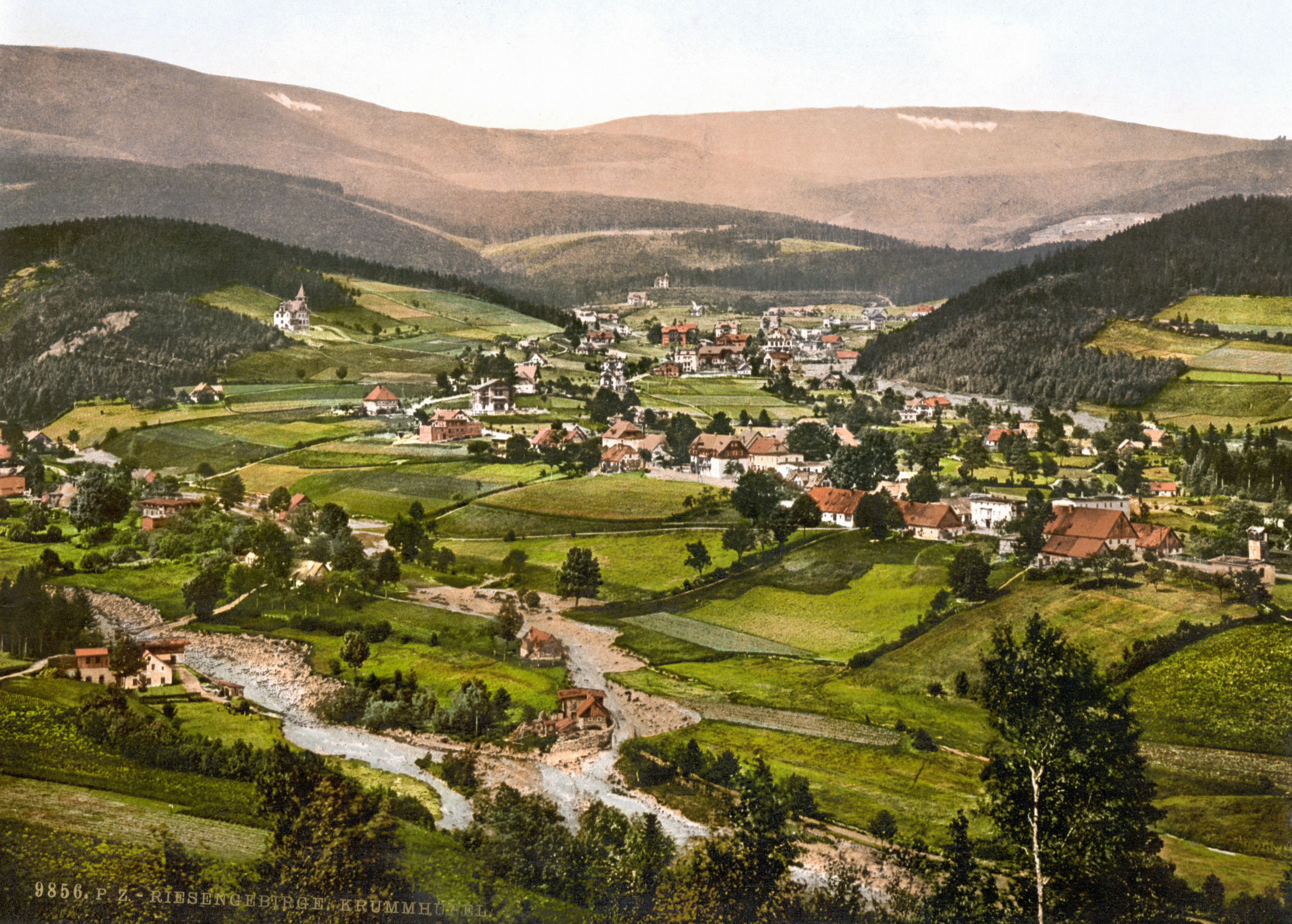
Karpacz, 1900 r.

Osada poszukiwaczy złota powstała w XII wieku. Pierwsze zapiski o Karpaczu pojawiły się w „Księgach Walońskich” z końcem XIV wieku. Dzielnicę Płóczki po raz pierwszy wymieniono w dokumencie z dnia 21 maja 1418 roku, na przełomie XV i XVI wieku działały tu kopalnie srebra i ołowiu. Podczas wojny trzydziestoletniej (1618–1648) na terenie Karpacza osiedlili się uciekinierzy religijni z Czech, którzy zapoczątkowali trwający prawie 200 lat okres ludowego zielarstwa i ziołolecznictwa. Miejscowość stała się ośrodkiem działalności tzw. laborantów, których leki i kuracje były znane daleko poza granicami Śląska, kres ich działalności przypadł na XIX w., gdy wydane zostały zakazy administracyjne i konkurencja farmakologii chemicznej. Po wybudowaniu kaplicy św. Wawrzyńca na Śnieżce (poświęconej 10 sierpnia 1681 roku przez cysterskiego opata Bernarda Rosę), Karpacz znalazł się na szlaku tzw. turystyki pielgrzymkowej. Od XVII w. rozwijało się tkactwo i związana z nim hodowla owiec, powstały liczne szałasy i budy pasterskie m.in. Wilcza Poręba i Karpacz Górny, w następnym stuleciu hodowla upadła ze względu na niedobór paszy i trudne warunki bytowe. W 1772 roku założono szkołę ewangelicką. Poświęcony 28 lipca 1844 r. drewniany kościółek ewangelicki, sprowadzony z norweskiego miasteczka Vang przez króla Prus Fryderyka Wilhelma IV, stał się atrakcją turystyczną Karpacza – znaną obecnie jako Świątynia Wang. W związku z napływem turystów w II połowie XIX wieku nastąpił rozwój osady: powstały hotele, zajazdy i gospody. W górnej części miasta (ówcześnie Brückenberg) w 1914 r. znajdowało się 12 hoteli i 54 pensjonaty, dysponujące łącznie około tysiącem miejsc noclegowych.
18 października 1908 lekarz Ernst Brucauff założył w Karpaczu Ochotniczą Kolumnę Sanitarną Niemieckiego Czerwonego Krzyża (niem. Freiwillige Sanitätskolonne Krummhübel des DRK) - pierwsze pogotowie górskie na obecnym terytorium Polski. Posiadało ono sekcje narciarską, wysokogórską, sanitarną, transportową i grabarską.
W 1945 r. miejscowość została wcielona do Polski. Przez kilka pierwszych tygodni używano nazwy Szterlingowo, dla uczczenia dowódcy patrolu wojskowego, który jako pierwszy zdobył szczyt Śnieżki. Używano również nazwy Krzywa Góra (m.in. dla stacji kolejowej). Z kolei na początku 1946 r. Komisja Ustalania Nazw Miejscowości przyjęła nazwę Drogosławice, która wywołała protesty miejscowych mieszkańców. Ostatecznie Komisja zmieniła zdanie i w maju 1946 r. przyjęto obowiązującą do dziś nazwę Karpacz (nazwa ta pojawiła się już pod koniec 1945 r., czasem jako Karbacz). Pozostałą niemiecką ludność wysiedlono do Niemiec.
W 1954 r. utworzono osiedle Karpacz. W 1960 r. z obszaru osiedla Karpacz ustanowiono miasto Karpacz.
W 2012 zakończono realizację tunelu pod stokiem „Kolorowa”, który umożliwił wyprowadzenie ruchu samochodowego z głównego ciągu komunikacyjnego miasta i przekształcenie go w deptak. Wykonany w technice odkrywkowej tunel o stalowej konstrukcji nośnej znajduje się na wysokości 637,75 m n.p.m., składa się z 854 segmentów, połączonych za pomocą 18 000 śrub i posiada wymiary: długość – 100 metrów, szerokość – 11 metrów, wysokość w najwyższym punkcie – 5,8 metra. Przez tunel przeprowadzono jezdnię o 2 pasach ruchu o szerokości 3,5 m każdy; nie posiada on natomiast chodników dla pieszych. Koszt budowy trasy wyniósł 22 218 337,71 zł, natomiast zakończona rok wcześniej przebudowa ul. Parkowej (dojazdu do tunelu) – 8 mln zł, a jej wykonawcą była firma Skanska. Tunel został otwarty 18 grudnia 2012. Wraz z otwarciem obwodnicy ulica Konstytucji 3 Maja stała się ulicą jednokierunkową, na której ruch odbywa się według zasad właściwych dla strefy zamieszkania.
29 października 2012 r. dotychczasowa przychodnia zdrowia została zamknięta, a w jej miejscu rozpoczęto budowę nowej, której uroczyste otwarcie nastąpiło 22.10.2014, a oddanie do użytku pięć dni później.
W roku 2013 nastąpiło połączenie miejscowej szkoły podstawowej i gimnazjum w zespół szkół. Zawarto również na 30 lat umowę na dzierżawę stadionu miejskiego, w której dzierżawca zobowiązał się do budowy w jego miejscu Górskiego Wysokościowego Centrum Piłkarskiego – zadaszonego, pełnowymiarowego boiska ze sztuczną trawą, hotelu oraz podziemnego parkingu na 160 pojazdów. Ponieważ dzierżawca nie wywiązywał się z umowy, stadion wrócił w posiadanie miasta, które zamierza zmodernizować go dla potrzeb lekkiej atletyki.
Aktualnie planowana jest przebudowa deptaka przy ul. Konstytucji 3 Maja (podgrzewany granitowy chodnik, nowoczesne latarnie, oryginalne elementy małej architektury).
W latach 2009–2012 gmina pozyskała fundusze unijne w wysokości 3794,27 zł na jednego mieszkańca.

## Zabytki

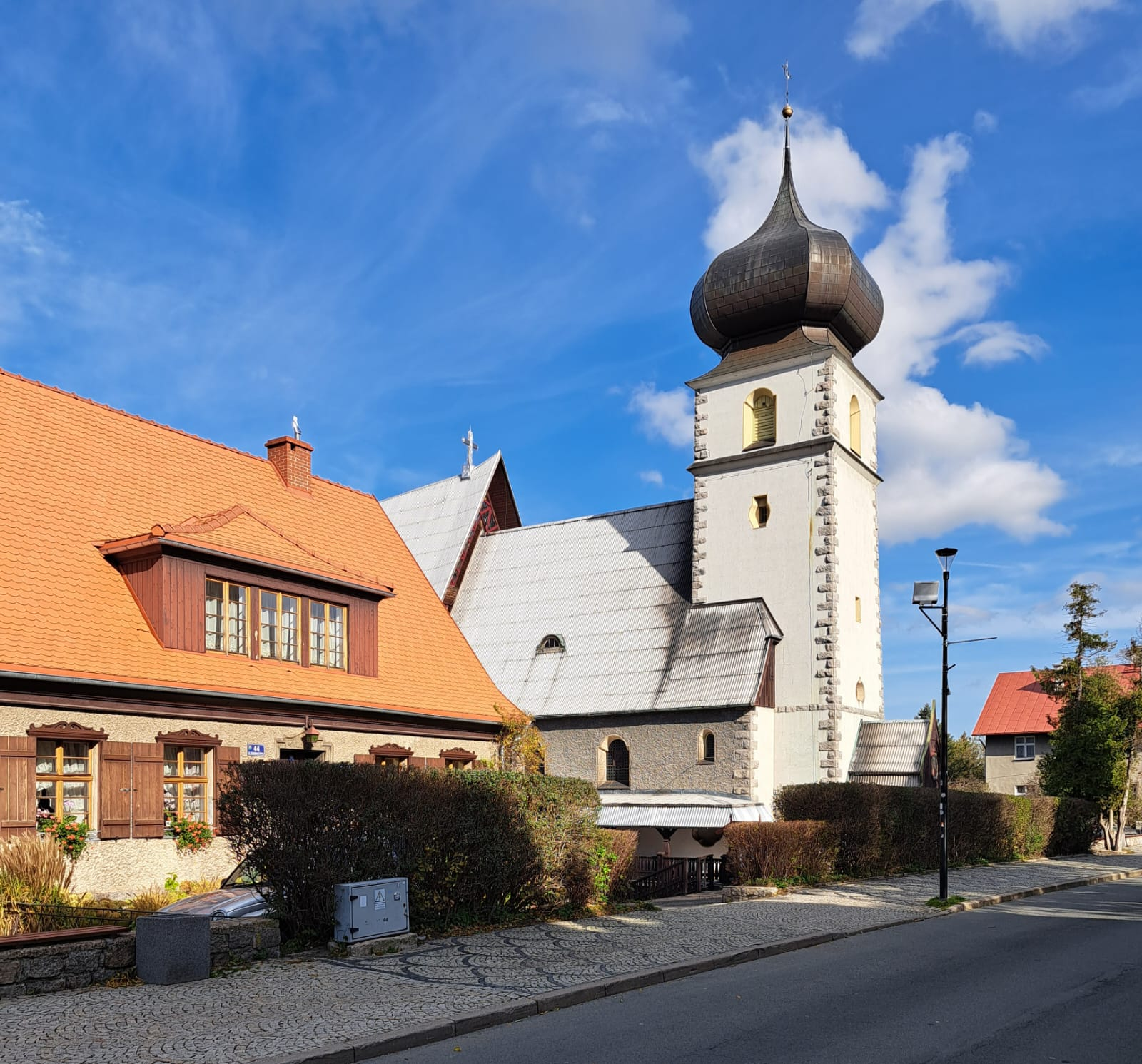
Kościół Nawiedzenia Najświętszej Marii Panny, ul. Konstytucji 3 Maja

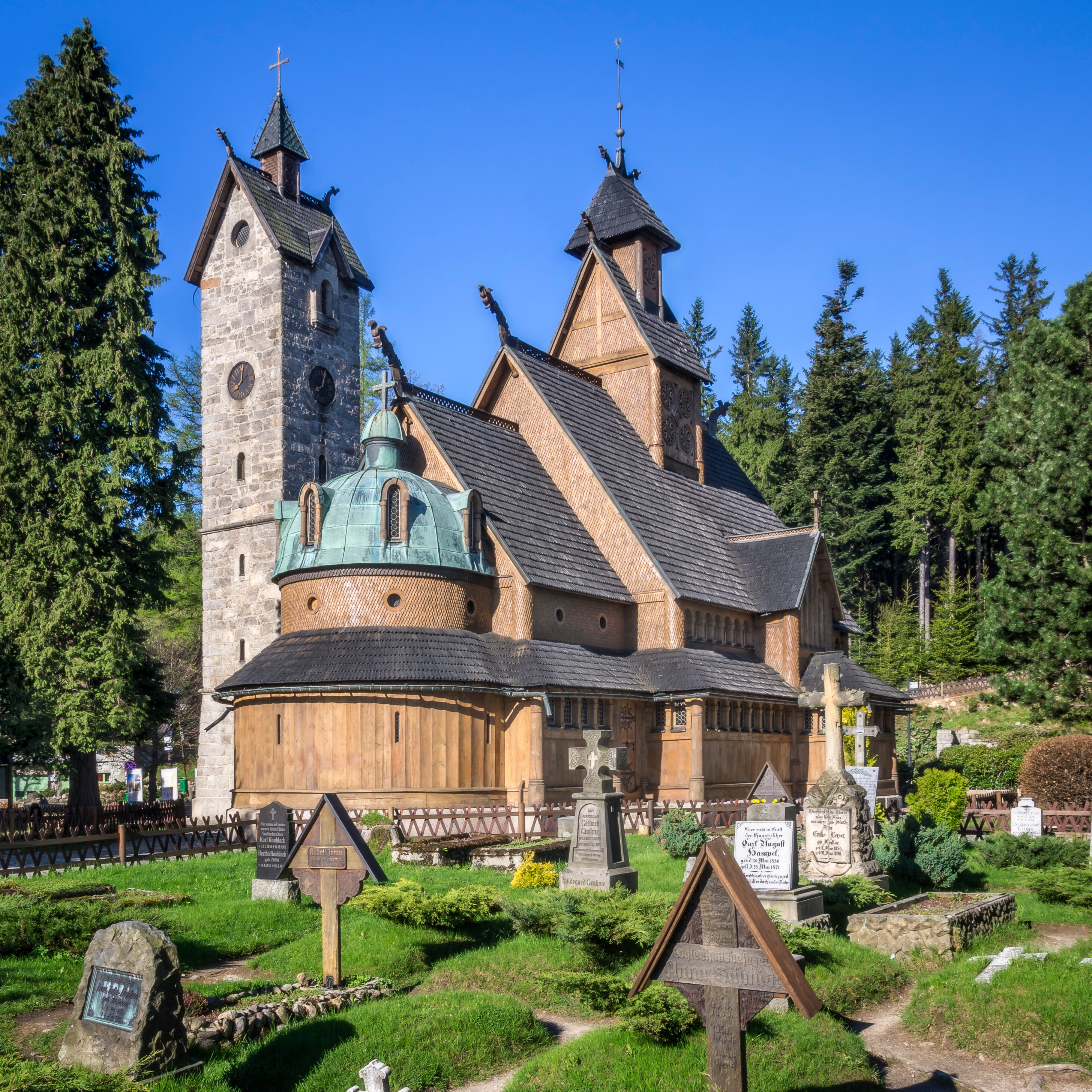
Świątynia Wang i cmentarz

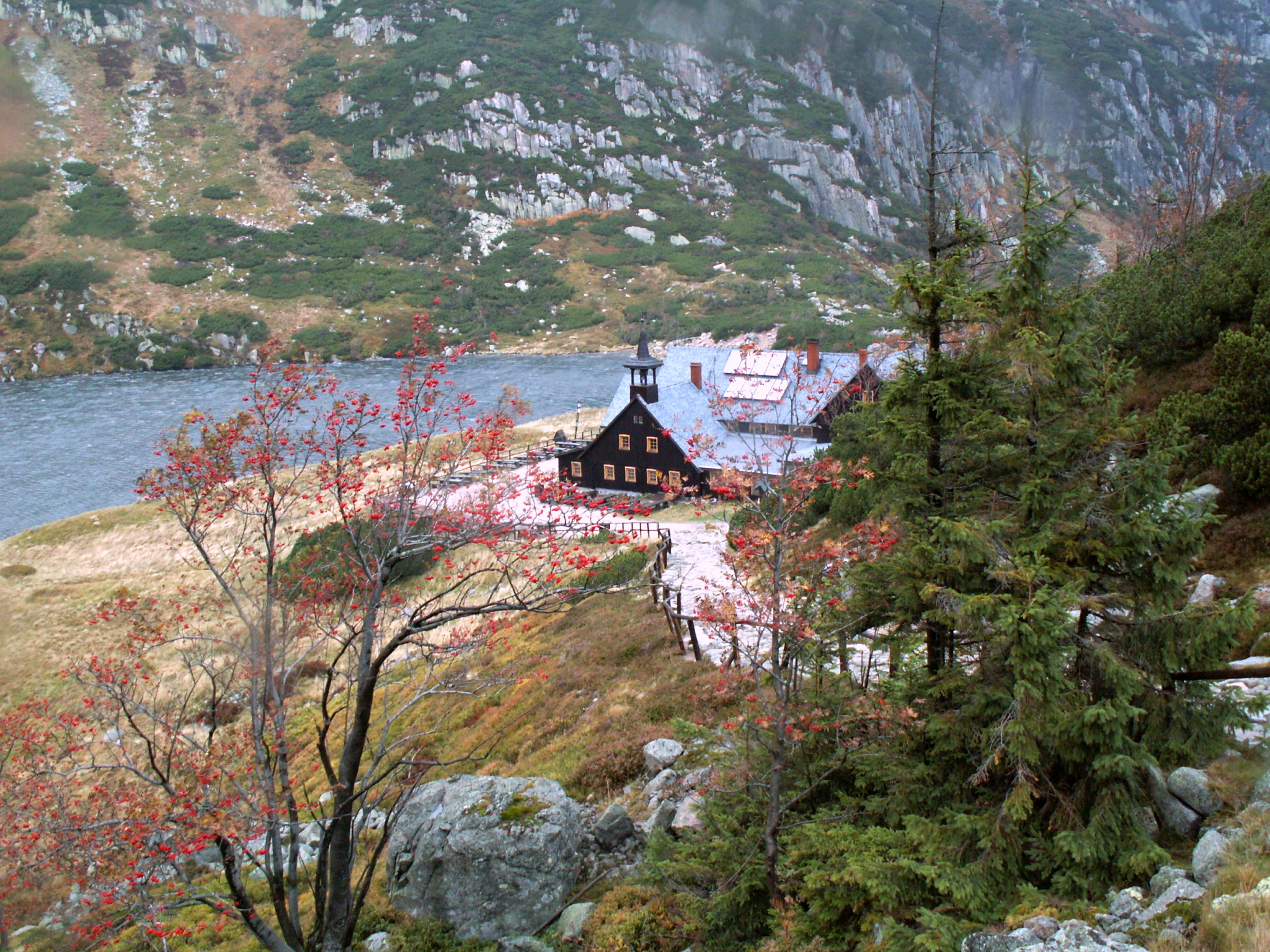
Schronisko „Samotnia”

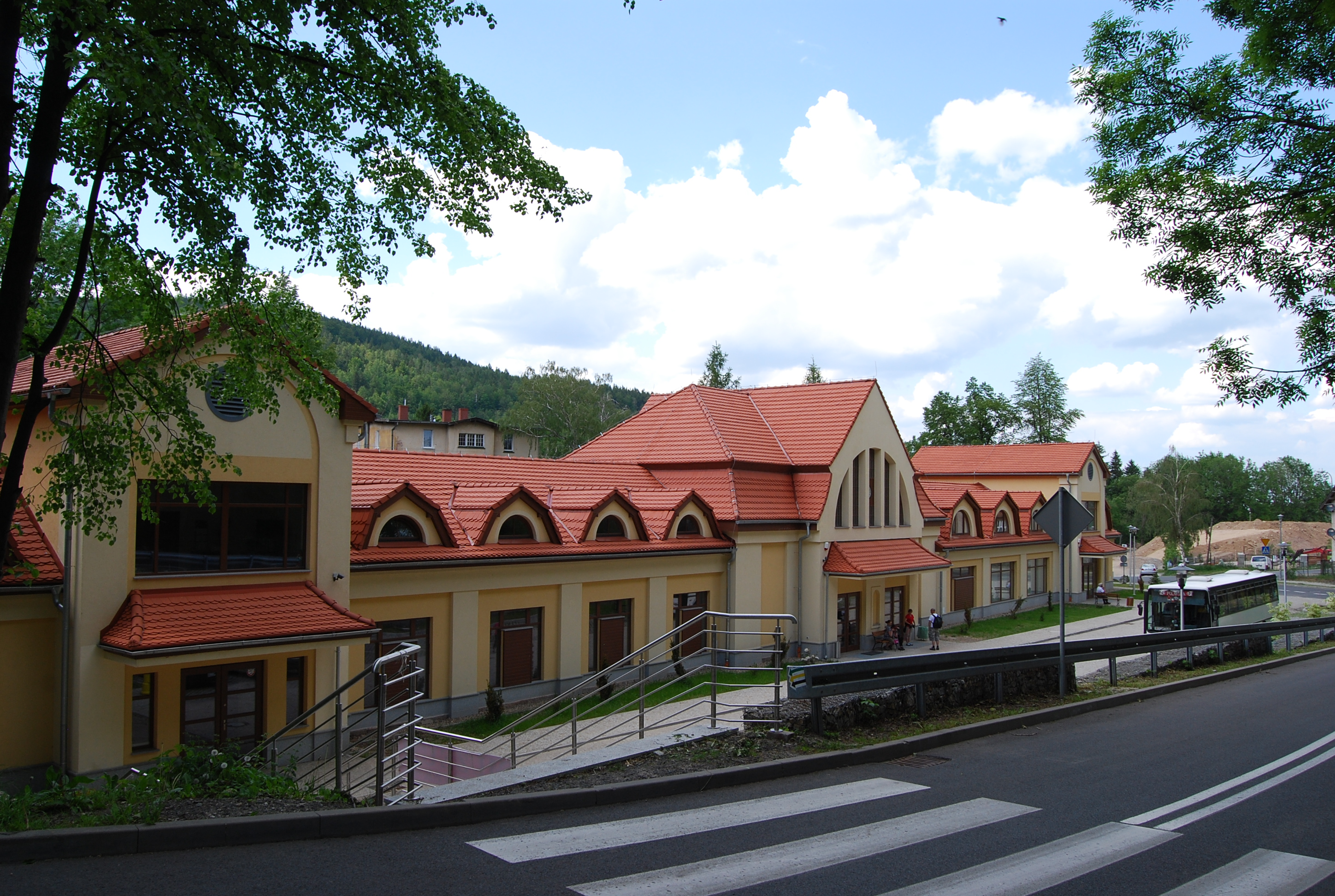
dworzec kolejowy, obecnie Karpaczańskie Centrum Kultury i Turystyki, Miejskie Muzeum Zabawek i informacja turystyczna

W wojewódzkim rejestrze zabytków na liście zabytków wpisane są obiekty:
- miasto, z XIX/XX w.
- Karczma Sądowa z 1735 w Karpaczu Górnym, ul. Karkonoska 7 – jedna z trzech zachowanych na terenie Karpacza, obecnie dom wczasowy Morskie Oko. Dawna siedziba górskiej gminy Budziska[24]
- kościół parafialny pw. Nawiedzenia NMP, mur.-szach.-drewn., z 1910 r.
- kościół pomocniczy pw. Najświętszego Serca Pana Jezusa, mur.-szach.-drewn., z 1908 r.
- dworek myśliwski, ob. liceum, ul. Gimnazjalna 7
- dawny dworzec kolejowy z wiatą peronową, ul. Kolejowa 3, z 1925 r.
- chałupa (buda pasterska), ul. Konstytucji 3 Maja 27 (d. ul. 1 Maja 27), z XVII/XVIII w.,
- dom, ul. Konstytucji 3 Maja 34, mur.-drewn.
- karczma sądowa, ob. DW „Bachus”, ul. Konstytucji 3 Maja 37, obecny bud. z 1836 r., l. 1910–1920; obiekt przez ponad 225 lat stanowił własność rodziny Exnerów
- dom, ul. Konstytucji 3 Maja 58, z 1910 r.
- dom, ul. Karkonoska (d. Odrodzenia) 23, drewn., z trzeciej ćw. XIX w.
- dom wycieczkowy, ob. hotel „Rezydencja”, ul. Parkowa 6 (d. ul. Waryńskiego), z l. 1900–1910
- pensjonat „Patria”, ul. Słowackiego 1, z 1910 r.
- zespół kościoła „Wang”:
  - kościół ewangelicki, drewn., z pocz. XIII w., l. 1842-45
  - cmentarz z murem oporowym
- schronisko „Samotnia” nad Małym Stawem, drewn., z poł. XIX w., 1922 r.
- schronisko „Strzecha Akademicka”, drewn., z 1907 r.
- kaplica pw. św. Wawrzyńca na Śnieżce, drewn., z XVII w., XIX w.

## Transport

### Transport drogowy
Transport publiczny do Karpacza oferują przewoźnicy drogowi: PKS „Tour” Jelenia Góra (linie regionalne), Flixbus (linie międzymiastowe), KarpaczBus (linie międzynarodowe).

### Transport kolejowy
Jednotorowa linia kolejowa z Mysłakowic do Karpacza została otwarta 29 czerwca 1895 roku. Otwarcie tego 6,9 km odcinka doprowadziło do zwiększenia ruchu turystycznego na przełomie XIX i XX wieku. W 1925 roku zakończono budowę obecnego dworca kolejowego. 19 czerwca 1934 zakończono elektryfikację tej linii napięciem przemiennym 15 kV o częstotliwości 16⅔ Hz. Sieć trakcyjna została zlikwidowana zaraz po zakończeniu II wojny światowej. Połączenia pasażerskie były realizowane do 2 kwietnia 2000 roku, kiedy odjechał z Karpacza ostatni regularny pociąg osobowy. Całkowite zawieszenie ruchu kolejowego na całej trasie nastąpiło zarządzeniem z dnia 23 listopada 2000 roku. W 2008 roku dworzec kolejowy przejął zarząd miasta, który przystąpił do remontu zabytku. Od czerwca 2012 w budynku działa Muzeum Zabawek. W sezonie letnim uruchomiane były przejazdy ręcznymi drezynami kolejowymi. Tor drezyny znajduje się przy dworcu kolejowym w Karpaczu.
Regularne połączenia pasażerskie z Jeleniej Góry do Karpacza obsługiwane przez koleje dolnośląskie powróciły 15 czerwca 2025 roku. Dzień wcześniej na trasie Jelenia-Góra - Karpacz kursował pociąg retro prowadzony lokomotywą SP42-001 - tą samą, która w 2000 roku prowadziła ostatni pociąg pasażerski przed zawieszeniem linii.

### Komunikacja miejska
Komunikację miejską na terenie miasta realizuje firma KarpaczBus. Trasa linii rozpoczyna się na Skalnym Osiedlu na przystanku zlokalizowanym przy skrzyżowaniu ulic Skalnej i Granitowej. Kolejnym przystankiem jest skrzyżowanie ulic Skalnej i Kościuszki. Następnym jest Orlik przy ulicy Skalnej. Kolejnymi są Hotel Relaks przy ulicy Skalnej, Hotel Artus przy ulicy Wilczej, Hotel Green Mountins przy ulicy Sarniej, Hotel Mercure przy ulicy Obrońców Pokoju, Bachus przy ulicy Parkowej, Ośrodek Zdrowia oraz Rondo Biały Jar. W ciągu dnia są cztery kursy podczas których na trasie do Hotelu Pegaz wjeżdża się na przystanek przy Morskim Oku, pozostałymi kursami wjeżdża się na przystanek przy wyciągu na Kopę. Kolejnym przystankiem jest Kościół Wang. Trasa kończy się na pętli autobusowej. Droga powrotna jest taka sama (na pięciu kursach wjeżdża się na przystanek przy Morskim Oku, również na pięciu kursach wjeżdża się na przystanki przy ulicy Wilczej i Sarniej). W ciągu dnia odbywa się 11 kursów w każdą stronę.

## Klimat
W latach powojennych uruchomiono w Karpaczu (wys. 700 m n.p.m., 50°46′N 15°45′E/50,766667 15,750000) klimatologiczna stację meteorologiczną. Jej poprzedniczka, na wys. 605 m n.p.m., istniała i prowadziła pomiary meteo już w 1891 r. Średnie roczne ciśnienie atmosferyczne, w latach 1954–1965, wyniosło 932,6 hPa. Nieco wyższe wartości odnotowywano zazwyczaj w cieplejszej połowie roku, od maja do października – średnie ciśnienie miesięczne wahało się w przedziale od 933,7 hPa (maj i lipiec) do 935,2 hPa (wrzesień). Ze względu na usytuowanie stacji meteo na pn.-wsch. stoku i przewagę wiatrów NW notuje się bardzo wysoką frekwencję cisz (58,8%). W Karpaczu prawie 28% wszystkich wiatrów towarzyszy zjawiskom fenowym. Średnio, przez 11 dni w roku (zazwyczaj jesienią i zimą) w Karpaczu występują silne wiatry o prędkości przekraczającej 15 m/s.
Średnia temperatura roczna w latach 1931–1970 wyniosła +5,9 °C. Najzimniejszym miesiącem jest styczeń ze średnią dobową wynoszącą –5,4 °C. W Karpaczu najcieplejsze bywają lipiec i sierpień ze średnimi temperaturami wynoszącymi odpowiednio: +14,9 °C i +14,3 °C. Rocznie notuje się tu zazwyczaj 93 dni ze średnią temperaturą dobową poniżej 0 °C (początek 7 XII, koniec 11 III), 195 dni ze średnią temperaturą powyżej +5 °C (od 13 IV do 26 X) i 132 dni z temperaturą dobową przekraczającą +10 °C. W środku lipca (od 12 do 24) – średnio przez 13 dni – średnia dobowa przekraczała w cieniu +15 °C.

## Wspólnoty wyznaniowe

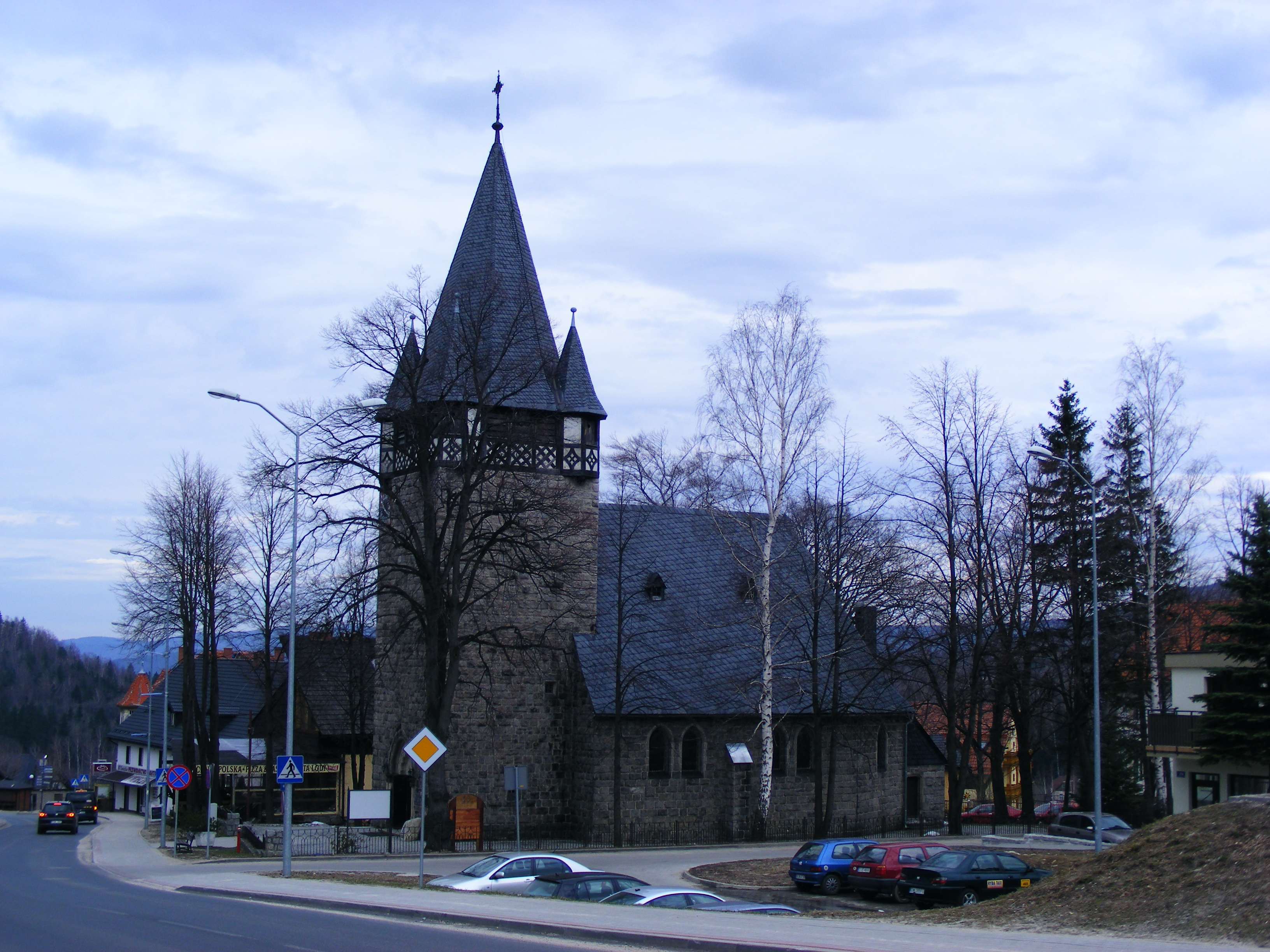
Kościół pomocniczy pw. Najświętszego Serca Pana Jezusa

Na terenie miasta działalność prowadzą następujące Kościoły i związki wyznaniowe:
- Kościół rzymskokatolicki:
  - parafia Nawiedzenia Najświętszej Maryi Panny
  - Kościół Najświętszego Serca Pana Jezusa
- Kościół protestancki:
  - Parafia Ewangelicko-Augsburska
- Świadkowie Jehowy:
  - zbór Karpacz (Sala Królestwa Miłków, ul. Szkolna 107)[38]

## Sport i turystyka

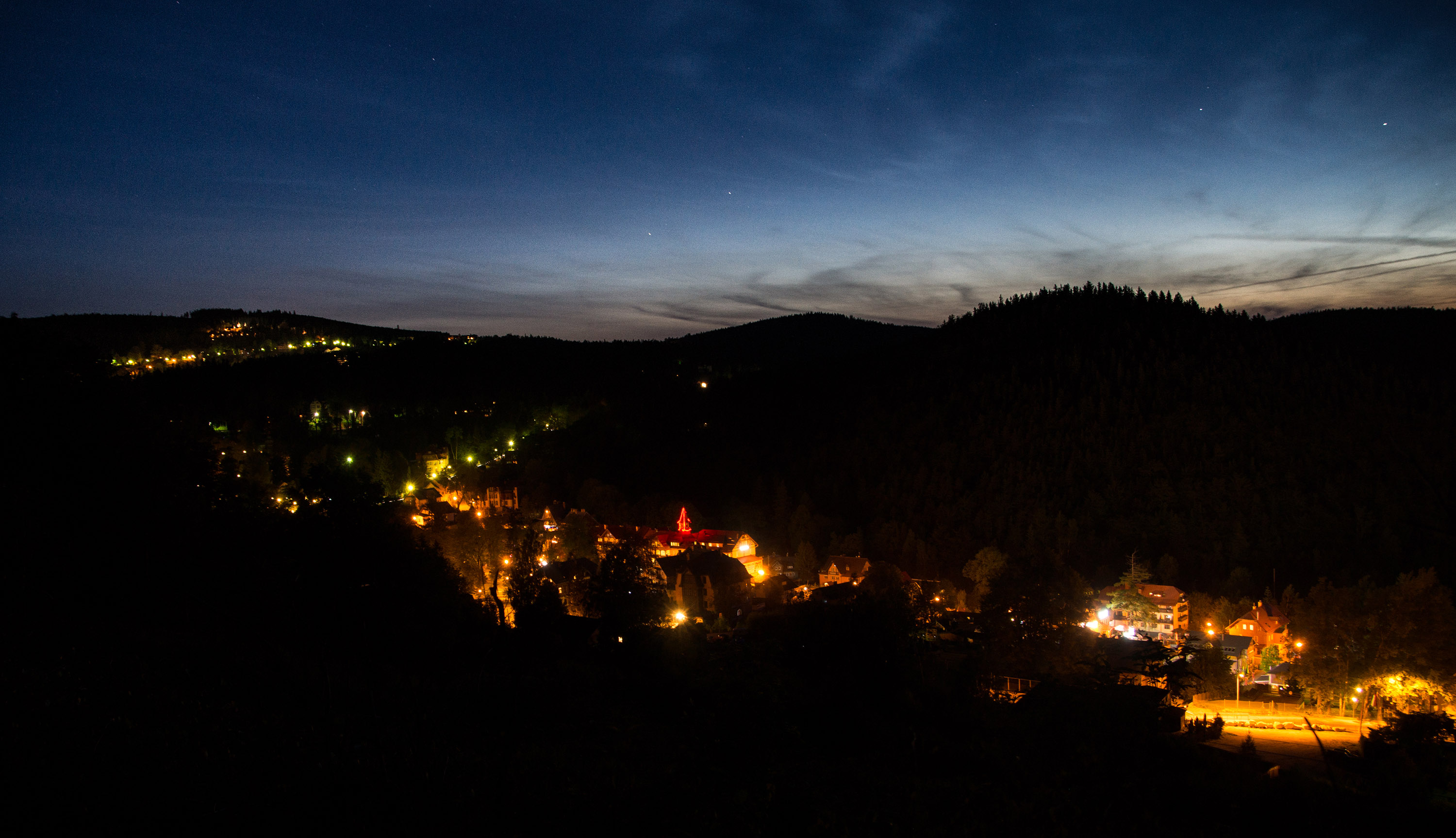
Wijące się uliczki Karpacza nocą

Karpacz zaliczany jest do znanych ośrodków turystycznych w Karkonoszach. Prócz popularnych tu możliwości zimowej turystyki sportowej, oferuje bogaty wachlarz turystyki górskiej, krajobrazowej. Posiada zasobną bazę noclegową (ok. 11 tys. miejsc noclegowych) i restauracyjno-wyżywieniową.
Wielką atrakcją Karpacza są pobliskie Karkonosze z najwyższym szczytem Sudetów – Śnieżką.
Znajduje się tu również Muzeum Sportu i Turystyki.
Od września 2003 organizowany jest międzynarodowy marszobieg „Lawina” na trasie Śnieżka – schronisko Samotnia.
Od 2012 w Karpaczu odbywa się Festiwal Smaków Liczyrzepy.

### Piesze szlaki turystyczne

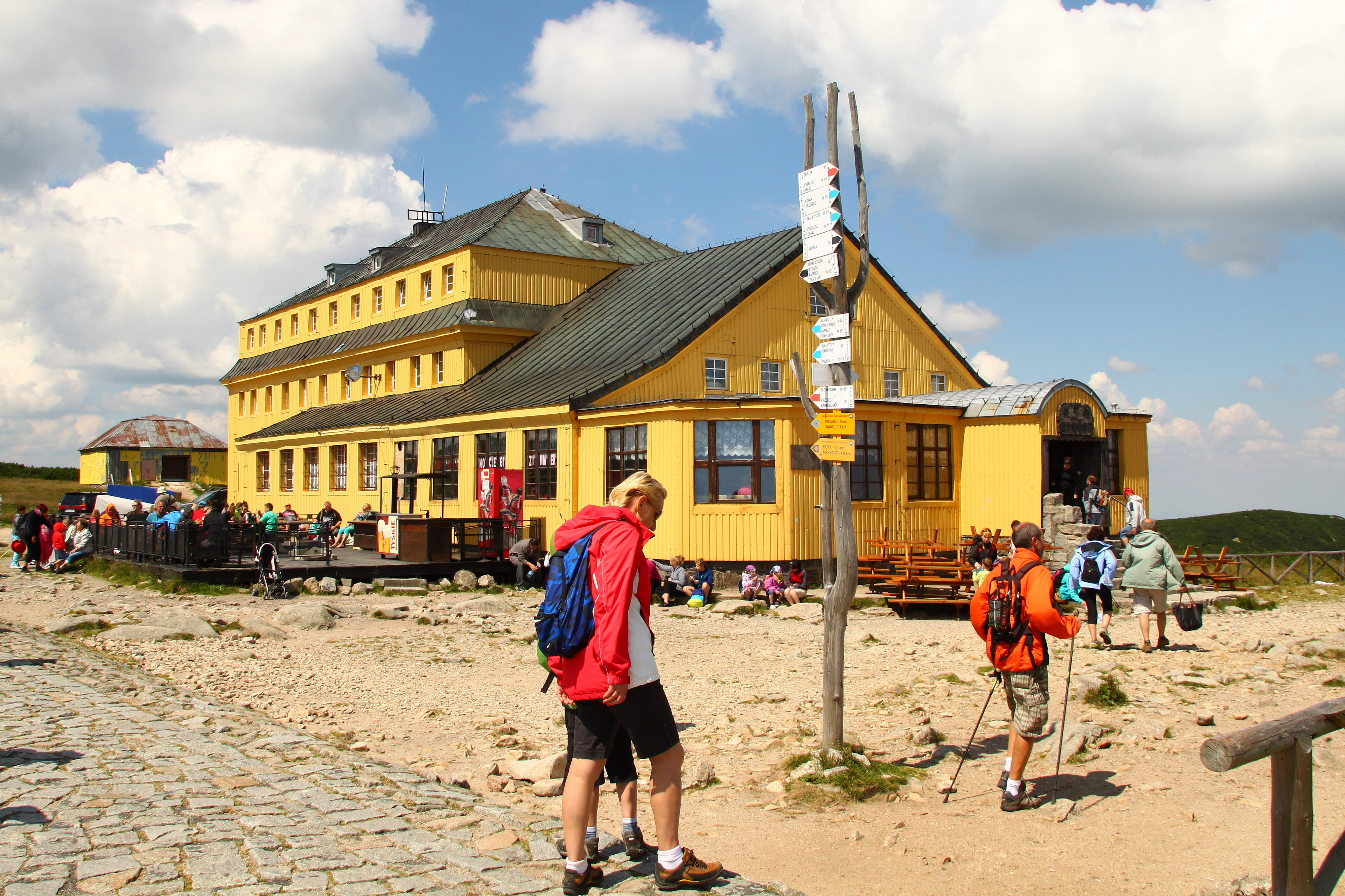
Schronisko Górskie „Dom Śląski”

- Główny Szlak Sudecki: Świeradów-Zdrój – … – Przełęcz Karkonoska (Schronisko PTTK „Odrodzenie”) – Równia pod Śnieżką – Przełęcz pod Śnieżką (Schronisko „Dom Śląski”) – Schronisko PTTK „Nad Łomniczką” – Karpacz – Płóczki – stoki Grabowca – Głębock – … – Prudnik
- Przełęcz Okraj (schronisko PTTK) – Wilcza Poręba – Karpacz – Przełęcz Karkonoska[41]
- „Śląska Droga”: Karpacz – górna stacja wyciągu krzesełkowego na Kopę – Przełęcz pod Śnieżką (Schronisko „Dom Śląski”)
- Karpacz – Schronisko PTTK „Strzecha Akademicka” – dojście do  Śląskiej Drogi
- Karpacz – Karpacz Górny (Świątynia Wang) – Schronisko PTTK „Samotnia” – Schronisko PTTK „Strzecha Akademicka” – Przełęcz pod Śnieżką (Schronisko „Dom Śląski”) – trawers Śnieżki – Czarny Grzbiet – Czoło – Przełęcz Okraj
- Zamek Chojnik (Jelenia Góra-Sobieszów) – Złoty Widok – Borowice – Karpacz Górny (Świątynia Wang) – Płóczki – Karpacz – Krzaczyna – Kowary
- Karpacz Górny (Świątynia Wang) – Kaplica św. Anny na Grabowcu – Sosnówka

### Narciarstwo

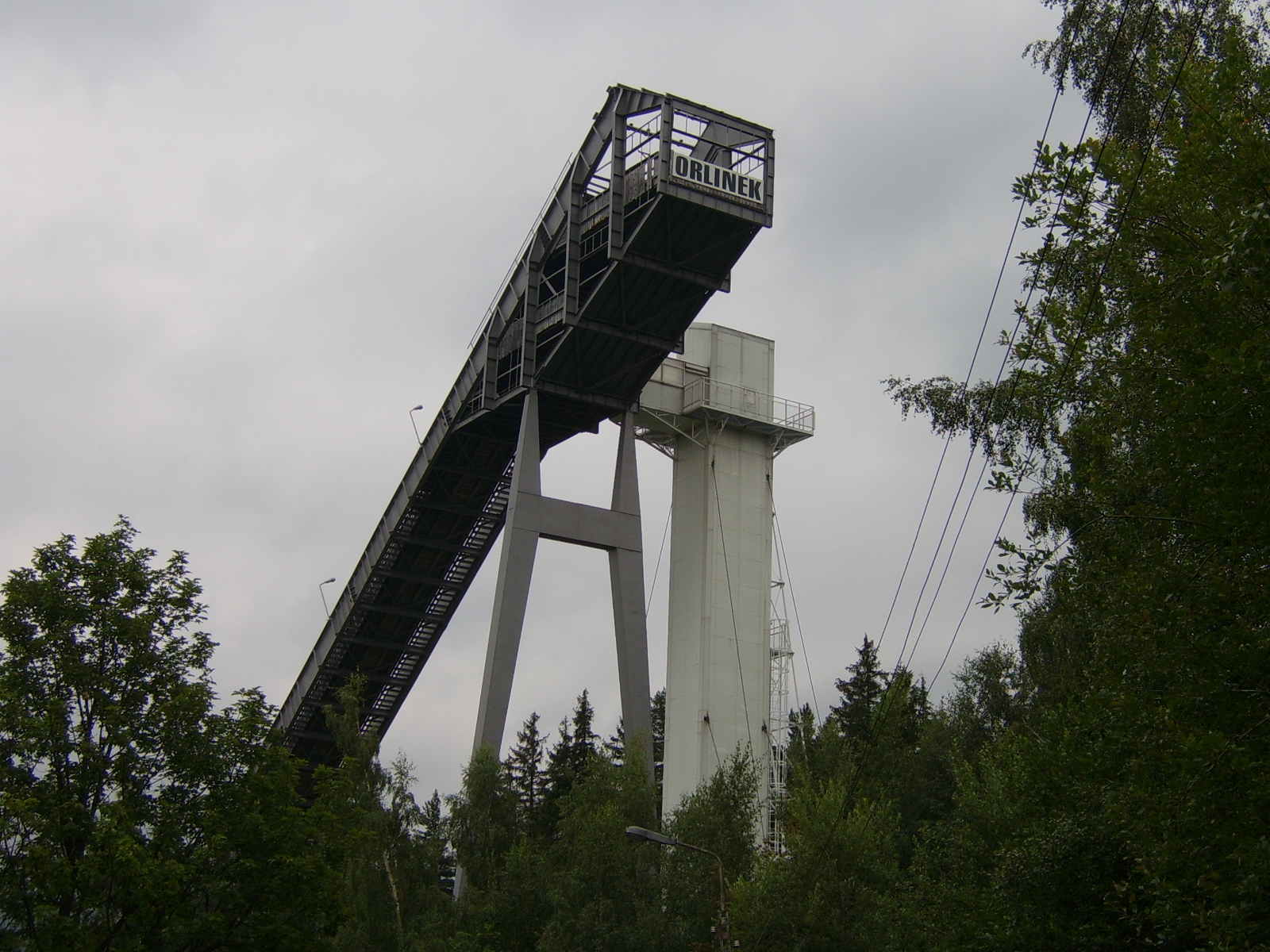
Skocznia narciarska „Orlinek”

W Karpaczu i jego pobliżu znajduje się kilkanaście ośrodków narciarskich, spośród których największymi są:
- Kompleks Narciarski Kopa m.in. z wyciągiem krzesełkowym „Zbyszek” im. Zbigniewa Pawłowskiego na Kopę (w okresie 18 września 2017 – 26 kwietnia 2018 przebudowanym z krzesełek 1-osobowych na 4-osobowe kanapy), wyciągiem krzesełkowy „Liczykrupa” (wzdłuż dolnego fragmentu „Zbyszka”, o długości 924 m) i 7 km tras narciarskich
- Stacja Narciarska Biały Jar z 6-osobowym wyciągiem krzesełkowym (od 2011).

Ponadto istnieje wiele wyciągów położonych m.in. w dzielnicach Wilcza Poręba, Płóczki, Skalne Osiedle oraz w Karpaczu Górnym. Są to:
- Baby-Lift, ul. Myśliwska, długość: 80 m, przepustowość: 300 osób na godzinę, przewyższenie: 10 m
- Bambino-Ski, ul. Parkowa, oświetlony, długość: 100 m, przepustowość: 120 osób na godzinę, przewyższenie: 50 m
- Centrum Pod Śnieżką 1, ul. Myśliwska, oświetlony, długość: 135 m, przepustowość: 800 osób na godzinę, przewyższenie: 20 m
- Centrum Pod Śnieżką 2, ul. Myśliwska, oświetlony, długość: 100 m, przepustowość: 450 osób na godzinę, przewyższenie: 14 m
- Czarodziejski Dywan, ul. Obrońców Pokoju, oświetlony i naśnieżany, długość: 66 m, przepustowość: 360 osób na godzinę, przewyższenie: 8 m
- Jumbomatik, ul. Obrońców Pokoju, oświetlony, długość: 124 m, przepustowość: 120 osób na godzinę, przewyższenie: 24 m
- Karpatka I, ul. Myśliwska, oświetlony i naśnieżany, długość: 350 m, przepustowość: 700 osób na godzinę, przewyższenie: 55 m
- Karpatka II, ul. Myśliwska, oświetlony i naśnieżany, długość: 330 m, przepustowość: 700 osób na godzinę, przewyższenie: 45 m
- Karpatka-Panorama, ul. Myśliwska, oświetlony, długość: 310 m, przepustowość: 500 osób na godzinę, przewyższenie: 60 m
- Kolorowa I, ul. Parkowa (strona www stacji), oświetlony i naśnieżany, długość: 370 m, przepustowość: 150 osób na godzinę, przewyższenie: 77 m
- Kolorowa II, ul. Parkowa, oświetlony i naśnieżany, długość: 100 m, przepustowość: 100 osób na godzinę, przewyższenie: 30 m
- Krucze Skały, ul. Wilcza, długość: 250 m, przepustowość: 450 osób na godzinę, przewyższenie: 63 m
- Lodowiec, ul. Wolna, oświetlony i naśnieżany, długość: 180 m, przepustowość: 150 osób na godzinę, przewyższenie: 40 m
- Lodowiec-Bobo, ul. Wolna, oświetlony i naśnieżany, długość: 164 m, przepustowość: 200 osób na godzinę, przewyższenie: 20 m
- Maciuś I, ul. Saneczkowa, oświetlony, długość: 177 m, przepustowość: 100 osób na godzinę, przewyższenie: 34 m
- Michałek, ul. Strażacka, oświetlony, długość: 155 m, przepustowość: 300 osób na godzinę, przewyższenie: 23 m
- Pod Wangiem, ul. Szkolna, oświetlony i naśnieżany, długość: 350 m, przepustowość: 700 osób na godzinę, przewyższenie: 55 m
- Relaks I, ul. Obrońców Pokoju, oświetlony i naśnieżany, długość: 273 m, przepustowość: 550 osób na godzinę, przewyższenie: 40 m
- Relaks II, ul. Obrońców Pokoju, oświetlony i naśnieżany, długość: 80 m, przepustowość: 520 osób na godzinę, przewyższenie: 15 m
- Relaksik, ul. Obrońców Pokoju, oświetlony i naśnieżany, długość: 80 m, przepustowość: 450 osób na godzinę, przewyższenie: 4 m
- Stok Rodzinny, ul. Myśliwska, oświetlony, długość: 150 m, przepustowość: 500 osób na godzinę, przewyższenie: 30 m

W Karpaczu istnieją również skocznie narciarskie:
- Karpatka o punkcie konstrukcyjnym K35 (zdewastowana)
- Orlinek o punkcie konstrukcyjnym K85.

## Inne atrakcje

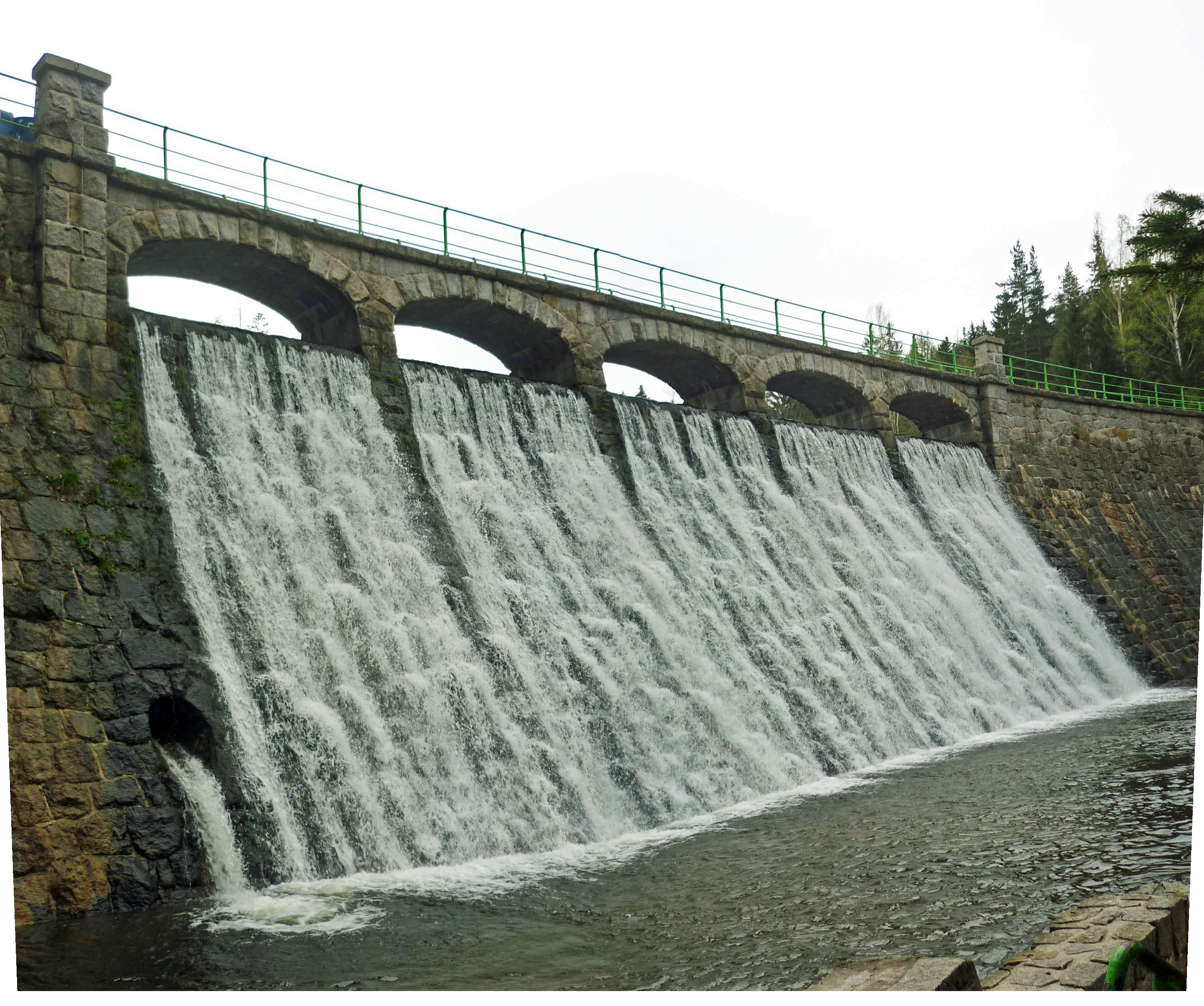
Zapora na Łomnicy

- Karczma Sądowa z 1735 w Karpaczu Górnym, ul. Karkonoska 7 – jedna z trzech zachowanych na terenie Karpacza, obecnie dom wczasowy Morskie Oko. Dawna siedziba górskiej gminy Budziska[24]
- Muzeum Zabawek
- Muzeum Konsol Gier Video w Karpaczu[43]
- tor saneczkowy „Kolorowa”
- Zapora na Łomnicy
- rzekoma Anomalia grawitacyjna w Karpaczu
- Muzeum Techniki i Budowli z Klocków Lego w Karpaczu
- dom Nesthäkchen (willa przy ul. Konstytucji 3 Maja 80) – były dom znanej niemieckiej pisarki Else Ury, obecnie pensjonat
- Fluchtburg – dawny dom Gerharta Pohla na Wilczej Porębie[44].
- największy pomnik Liczyrzepy w Karkonoszach, według pierwszego znanego przedstawienia Ducha Gór autorstwa Martina Helwiga (od 11 lipca 2012)
- Muzeum Karkonoskie Tajemnice
- Cmentarz komunalny przy ul. Wolnej gdzie zachowały się przedwojenne nagrobki oraz pochowani są znani karpaczczanie

## Administracja

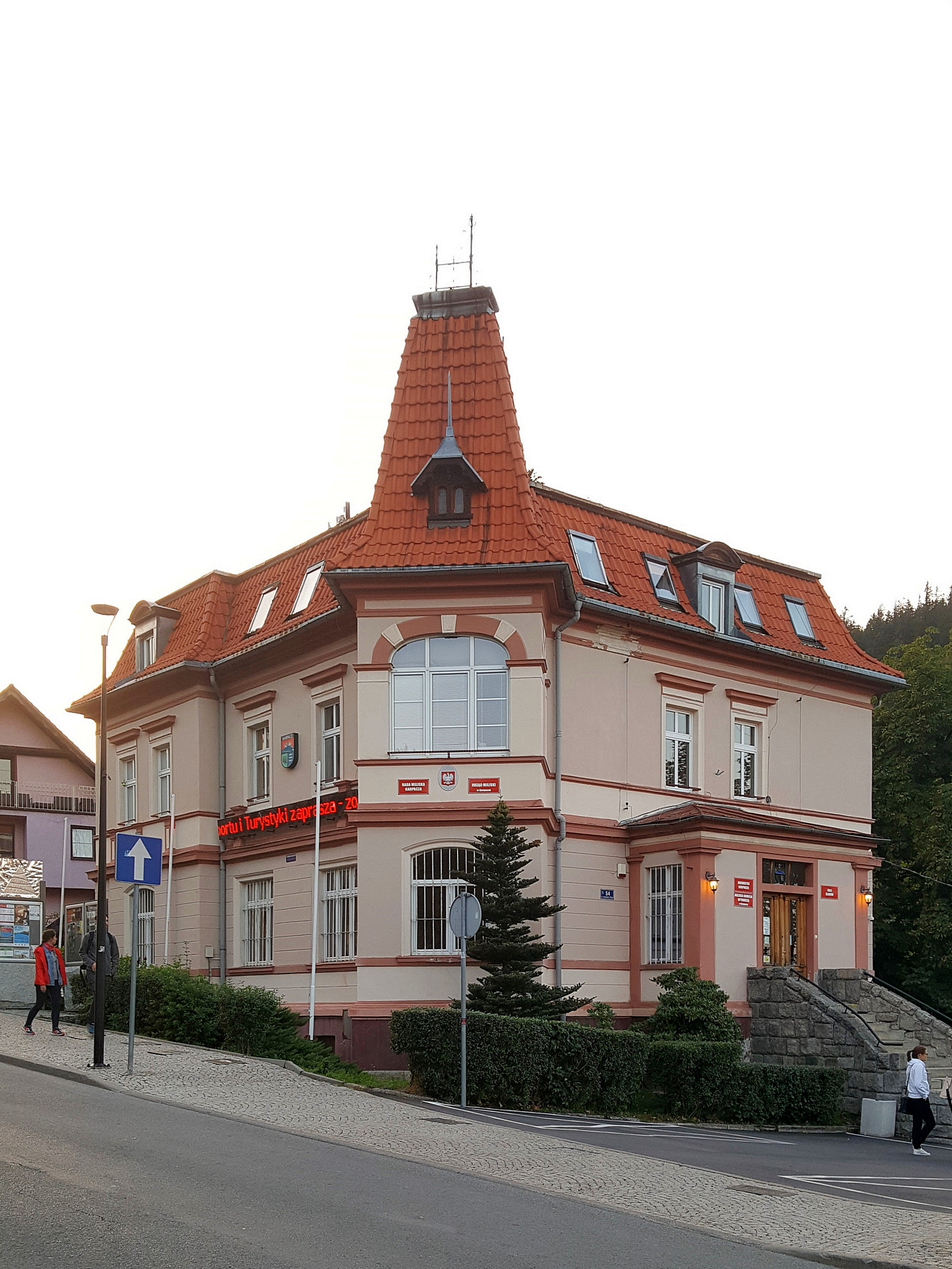
Budynek Urzędu Miasta Karpacz

Karpacz ma status gminy miejskiej. Organem uchwałodawczym jest Rada Miejska Karpacza, składająca się z 15 radnych. Organem wykonawczym samorządu jest Burmistrz Karpacza.
Burmistrzowie Karpacza:
- Józef Piotrowski (od 12 czerwca 1990)[46]
- Bogdan Malinowski (od 8 lipca 1994)[47][48][49][50][51]
- Radosław Jęcek (od 2014)

## Honorowi obywatele Karpacza
- Marcin Daniec[52]
- Waldemar Siemaszko[53]

## Miasta partnerskie

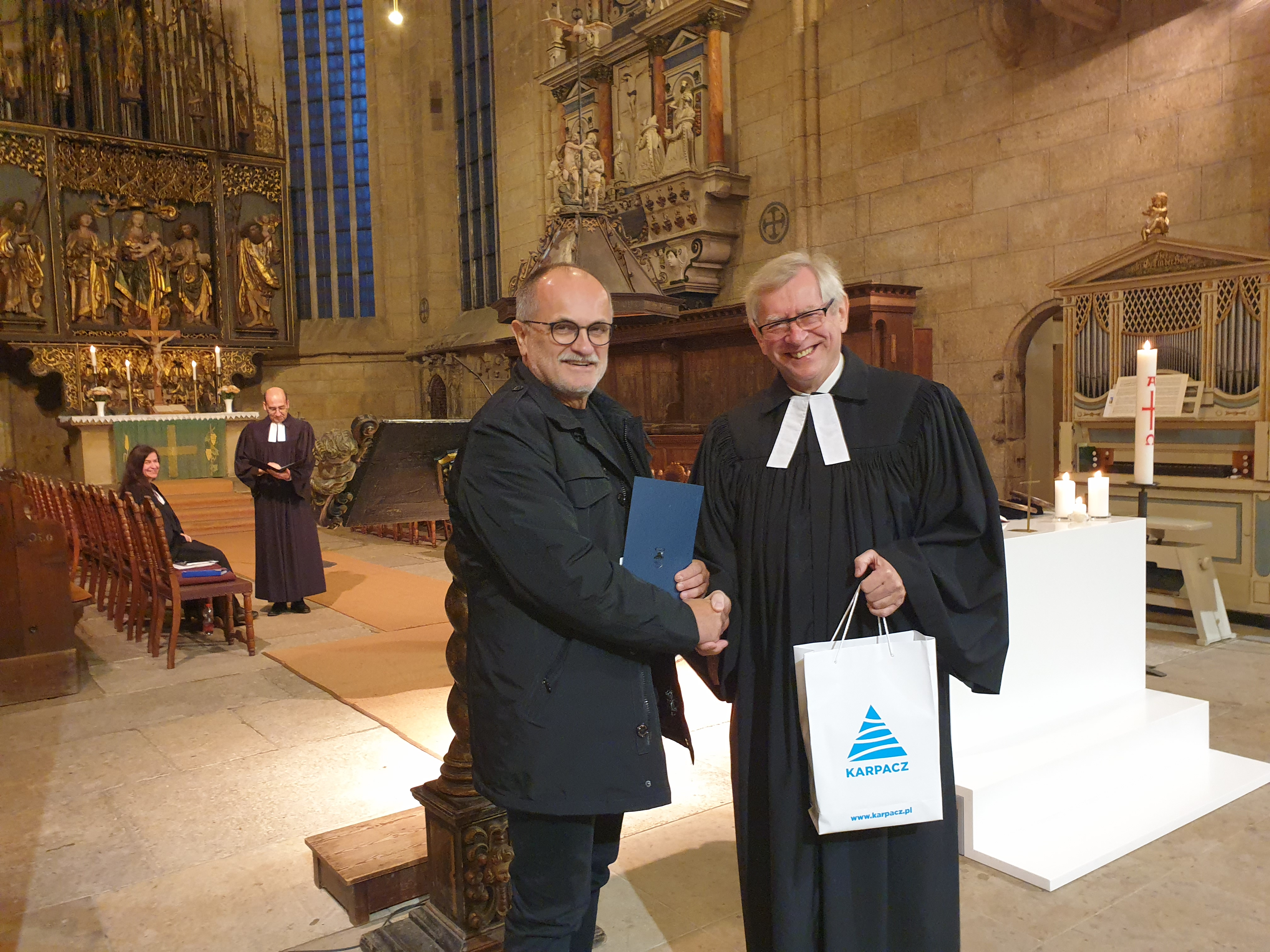
Podczas wizyty chóru ekumenicznego przy kościele Wang w partnerskim mieście Kamenz: ksiądz Pech przekazuje pozdrowienia burmistrza Karpacza.

Stan z lipca 2016.
- Gdynia
- Rewal
- Reichenbach/O.L.
- Kamenz
- Pec pod Sněžkou